# خاردم شکم‌سیاه
خاردم شکم‌سیاه (نام علمی: Discosura langsdorffi) نام یک گونه از سرده خاردم است.